# 基安蒂地区格雷韦
基安蒂地区格雷韦（義大利語：Greve in Chianti）是意大利佛罗伦萨省的一个市镇。总面积169平方公里，人口14304人，人口密度84.6人/平方公里（2009年）。ISTAT代码为048021。
此鎮以釀造葡萄酒而聞名。

## 友好城市
- 法國 欧塞尔